# Municipio de Roseville (Arkansas)
El municipio de Roseville (en inglés: Roseville Township) es un municipio ubicado en el condado de Logan en el estado estadounidense de Arkansas. En el año 2010 tenía una población de 246 habitantes y una densidad poblacional de 7,42 personas por km².

## Geografía
El municipio de Roseville se encuentra ubicado en las coordenadas 35°22′1″N 93°47′1″O / 35.36694, -93.78361. Según la Oficina del Censo de los Estados Unidos, el municipio tiene una superficie total de 33.16 km², de la cual 31,4 km² corresponden a tierra firme y (5,3 %) 1,76 km² es agua.

## Demografía
Según el censo de 2010, había 246 personas residiendo en el municipio de Roseville. La densidad de población era de 7,42 hab./km². De los 246 habitantes, el municipio de Roseville estaba compuesto por el 87,8 % blancos, el 1,63 % eran afroamericanos, el 2,03 % eran amerindios, el 5,28 % eran asiáticos y el 3,25 % eran de una mezcla de razas. Del total de la población el 0 % eran hispanos o latinos de cualquier raza.